# Gefangene der Zeit
Gefangene der Zeit (Originaltitel: A Wrinkle in Time) ist ein kanadischer Fantasy-Fernsehfilm aus dem Jahr 2003. Der Film ist eine Verfilmung des Romans „Die Zeitfalte“ („A Wrinkle in Time“) von Madeleine L’Engle aus den Jahren 1959/1960. Er wurde von Walt Disney Television ursprünglich als Miniserie produziert und dann als Zweiteiler ausgestrahlt. Zudem existieren unterschiedlich lange einteilige Schnittfassungen. Der Film wurde in Richmond und in Vancouver gedreht.
Eine Neuverfilmung mit dem Titel Das Zeiträtsel (Originaltitel: A Wrinkle in Time) kam im März 2018 ins Kino.

## Handlung
Der Astrophysiker Dr. Jack Murry verschwindet plötzlich spurlos. Seine Kinder Meg und Charles Wallace begeben sich auf die Suche nach ihm. Sie entdecken, dass ihr Vater als Folge geheimer Experimente auf den Planeten Camazotz teleportiert wurde. Die Kinder begeben sich zusammen mit ihrem Freund Calvin ebenfalls dorthin, um den Vater zurückzuholen. Geleitet werden sie dabei von Mrs. Wasist, Mrs. Wer und Mrs. Welche.
Meg und Charles kämpfen auf Camazotz gegen die Organisation Zentrale Zentrale Intelligenz. Dank Charles’ Spürsinn finden sie den Wissenschaftler in einem Gefangenenlager. Die anschließende Flucht wird durch den Mann mit den roten Augen vereitelt, er nimmt Charles Wallace gefangen. Dr. Murry, Meg und Calvin schaffen es, den Planeten zu verlassen.
Verärgert darüber, dass sie ihren Bruder zurücklassen mussten, kehrt Meg allein zurück nach Camazotz. Es gelingt ihr, Charles und möglicherweise den ganzen Planeten zu befreien.

## Rezeption

### Kritiken
Gefangene der Zeit bekam überwiegend schlechte Filmkritiken:

„Viele christliche Motive der Romanvorlage von Madeleine L’Engle wurden gestrichen – was der Autorin sehr missfiel. [Fazit:] »Handwerklich solide, aber zu leblos erzählt«“

John J. Puccio schrieb im DVD-Review, dass das Tempo des Films typisch für die Fernsehfilme sei.
Die Autorin der Buchvorlage äußerte sich im Interview mit der Newsweek ebenfalls kritisch:

„‚Ich habe den Film flüchtig gesehen […] Ich hatte erwartet, dass er schlecht ist, und das ist er.‘“

### Nominierungen
2004 wurde der Film für den Casting Society of America Award und für den Leo Award nominiert.
2005 wurde der Film für den Saturn Award nominiert. Darüber hinaus wurden David Dorfman für den Young Artist Award und Susan Shilliday für den Writers Guild of America Award nominiert.